# Tanja Fajon
Tanja Fajon (Lubiana, 9 maggio 1971) è una politica slovena.
Alle elezioni europee del 2009 fu eletta al Parlamento Europeo nelle file dei Socialdemocratici.
È stato membro della "Commissione per le libertà civili, la giustizia e gli affari interni" e membro sostituto della "Commissione per i trasporti e il turismo".
Dal 1º giugno 2022, in seguito alla formazione del Governo Golob, è divenuta Seconda Vice-Prima ministra e Ministra degli Affari Esteri ed Europei.